# Octobre 1959

## Événements
- Castro fait arrêter le commandant de l’armée de l’air, le major Huber Matos, qui s’était plaint de l’influence croissante des communistes. Il est condamné à vingt ans de prison.

- 2 octobre : le constructeur Chevrolet, filiale de General Motors, lance la « Corvair » avec moteur à l'arrière.

- 4 octobre : lancement de la sonde soviétique Luna 3.

- 7 octobre : premières photos de la face caché de la Lune transmises par la sonde soviétique Luna 3 : 29 photos de basse qualité prises à une distance de 63 500 km mais historiques.

- 8 octobre (Royaume-Uni) : victoire des conservateurs aux législatives avec le slogan « You never had it so good ».

- 10 octobre : le gouvernement turc accepte l’implantation sur son territoire d’une base de lancement de fusées américaines de l’OTAN.

- 13 octobre[1] : dissolution du parti Sawaba au Niger, favorable au « non » au référendum de 1958. Le Niger passe au régime de parti unique.

- 14 octobre (Royaume-Uni) : Iain Macleod devient ministre des Colonies (fin en 1964). Il gère la décolonisation.

- 15 octobre : attentat de l'Observatoire contre François Mitterrand.

- 20 octobre : premier vol du Dassault Mirage IIIB biplace d'entraînement.

- 21 octobre : le nouveau musée Guggenheim, de l'architecte Frank Lloyd Wright est ouvert au public à New York.

- 29 octobre : 
  - Le gouvernement castriste rétablit les tribunaux militaires et suspend certains droits civils.
  - Création en France du journal de bandes dessinées Pilote. Première apparition d'Astérix dans le premier numéro du journal Pilote.

## Naissances en octobre 1959
- 1er octobre : Youssou N'Dour, musicien, auteur compositeur et interprète sénégalais (Sénégal).
- 2 octobre :
  - Alexandra Kazan, actrice et présentatrice de television française (France).
  - Luis Fernandez, footballeur français (France).
- 5 octobre : Éric Halphen, magistrat français (France).
- 6 octobre : Lai Ching-te, homme d'État taïwanais.
- 7 octobre : wSadahiro Takahashi, footballeur japonais.
- 8 octobre : Carlos I. Noriega, astronaute américain (États-Unis).
- 9 octobre : Boris Nemtsov, homme politique libéral russe († 27 février 2015).
- 11 octobre : 
  - Paul Haghedooren, coureur cycliste belge († 9 novembre 1997).
  - Jesús Hernández Úbeda, coureur cycliste espagnol († 23 avril 1996).
- 15 octobre : 
  - Sarah, duchesse d'York membre de la famille Royale Britannique.
  - Masako Katsuki, seiyū japonaise anciennement affiliée à Theater Echo et maintenant avec 81 Produce.
- 16 octobre : Fabien De Vooght, coureur cycliste français († 25 décembre 1997).
- 17 octobre : Francisco Flores, homme politique salvadorien († 30 janvier 2016).
- 18 octobre :
  - Éric Babin, personnalité politique français († 11 janvier 2021).
  - Zdzisław Raczyński, diplomate, écrivain et journaliste polonais.
- 20 octobre : Adjoavi Sika Kaboré, Première femme du Burkina Faso depuis 2015.
- 21 octobre : Åslaug Haga, femme politique, ministre de la Norvège (Norvège).
- 22 octobre : Michel Vion, skieur français (France).
- 23 octobre : 
  - Joos Ambühl, fondeur suisse.
  - Atanas Komchev, lutteur bulgare.
  - Nico Meerholz, joueur sud-africain de badminton.
  - Walter Pichler, biathlète allemand.
  - Samuel Marshall « Sam » Raimi, réalisateur et scénariste américain.
  - Alfred Matthew « Weird Al » Yankovic, humoriste américain.
- 26 octobre : Evo Morales, Président de la Bolivie (Bolivie).
- 29 octobre : John Magufuli, homme d'État tanzanien et président de la république unie de Tanzanie de 2015 à 2021 († 17 mars 2021).
- 30 octobre : Vincent Lagaf', humoriste français, animateur de télévision (France).
- 31 octobre : Neal Stephenson, auteur de science-fiction américain (États-Unis).

## Décès en octobre 1959
- 14 octobre : Errol Flynn, acteur américain (° 1909).